# Пандо (граф Капуанський)
Пандо Жадібний (†861 або 862), граф Капуанський (861—862), другий син графа Ландульфа I та молодший брат графа Ландо I.
Після смерті Ландо I престол спадкував його син Ландо II, однак Пандо змістив свого племінника та проголосив себе графом. Його правління не було тривалим і проходило у постійних сутичках з противниками узурпатора. Він зруйнував Казерту та полонив свого племінника Ланденульфа (брата Ландо II) та інших 40 знатних мужів. Побудував велику оборонну вежу в Казерті, довкола якої почало відбудовуватись місто. На сьогодні вежа є частиною Палаццо делла Префеттура.
Пандо загинув у бою, його престол спадкував син Панденульф.